# IC 4143
IC 4143 је појединачна звијезда у сазвјежђу Ловачки пси која се налази на листи објеката дубоког неба у Индекс каталогу.
Деклинација објекта је + 40° 12' 25" а ректасцензија 13h 3m 45,6s.